# Caldbergh with East Scrafton
Caldbergh with East Scrafton est une paroisse civile du Yorkshire du Nord, en Angleterre.